# Cantó de La Garda
El cantó de La Garda és un cantó francès del departament de la Var, situat al districte de Toló. Té 2 municipis i el cap és La Garda.

## Municipis
- Lo Pradet
- La Garda

## Història
| Data d'elecció                           | Identitat         | Partit | Qualitat |
| ---------------------------------------- | ----------------- | ------ | -------- |
| 1998-2004                                | Yvon Robert       | PCF    |          |
| 2004-                                    | Jean-Louis Masson | UMP    |          |
| les dades anteriors no són pas conegudes |                   |        |          |
|                                          |                   |        |          |

| 1962  | 1968   | 1975   | 1982   | 1990   | 1999   | 2006   |
| ----- | ------ | ------ | ------ | ------ | ------ | ------ |
| 9.394 | 15.287 | 22.444 | 27.705 | 32.116 | 36.304 | 36.224 |